# Gabriel Torres
Gabriel Arturo Torres Tejada, né le 31 octobre 1988 à Panama (Panama), est un footballeur international panaméen jouant au poste d'attaquant au Tauro FC.

## Biographie

### Parcours en club
Il est le plus jeune panaméen à connaître une sélection, le 8 octobre 2005 contre Trinité-et-Tobago, à l'âge de seize ans.
Un temps annoncé à l'AJ Auxerre, Torres signe à titre de joueur désigné avec les Rapids du Colorado le 8 août 2013. 
Le 22 janvier 2018, il quitte le FC Lausanne-Sport après un an et demi passé l'avoir rejoint et rejoint le CD Huachipato.

### Parcours en sélection
Il fait partie de la liste des vingt-trois joueurs panaméens sélectionnés pour disputer la Coupe du monde de 2018 en Russie, la première de l'histoire du Panama. Il participe à deux matchs de poules  : l'un en tant que remplaçant de José Luis Rodríguez face à la Belgique (défaite 3-0). L'autre en tant que titulaire face à la Tunisie (défaite 2-1). 

## Palmarès

### En sélection
Panama
- Vainqueur de la Coupe UNCAF des nations en 2009
- Finaliste de la Coupe UNCAF des nations en 2007
- Finaliste de la Gold Cup en 2013

### En club
San Francisco FC
- Champion du Panama en 2006

 Zamora FC
- Champion du Venezuela en 2012-2013

 Independiente del Valle
- Vainqueur de la Copa Sudamericana en 2019
- Finaliste de la Recopa Sudamericana en 2020

## Distinctions personnelles
- Meilleur buteur du championnat du Venezuela en 2013 avec 21 buts